# BA 21–28
Die BA 21–28 waren Schlepptender-Lokomotiven der Companhia dos Caminhos de Ferro Portugueses da Beira Alta (BA), einer portugiesischen Privatbahn.
Die acht Maschinen wurden 1881 von der Wiener Neustädter Lokomotivfabrik geliefert.
Der geräumige Dampfdom befand sich auf dem ersten Kesselschuss.
Die Sicherheitsventile waren über dem Stehkessel im Führerhaus, das eigentlich nur aus einem Dach bestand, montiert.
Vom auf dem zweiten Kesselschuss befindlichen Sanddom wurde die erste Treibachse gesandet.
Die Lokomotiven erhielten bei der BA die Betriebsnummern 21–28.
Nach der Verstaatlichung der BA 1948 wurden die vier noch vorhandenen Fahrzeuge dieser Baureihe als 24–27 der Companhia dos Caminhos de Ferro de Portugueses (CP) eingeordnet.
Alle vier wurden 1950 ausgemustert.